# Greenwich (poluotok)
Poluotok Greenwich je gradska četvrt jugoistočnog Londona, u Engleskoj, unutar Kraljevske četvrti Greenwich. S tri je strane omeđena rijekom Temzom, između Otoka Pasa na zapadu i londonske gradske četvrti Silvertown na istoku. Na jugu je ostatak Greenwicha dok je na jugoistoku gradska četvrt Charlton. Poznatiji po tome što se u 19. stoljeću zvao Greenwhich Marshes i Bugsby's Marshes koji su bili poznati kao Istočni Greenwhich, a u Najnovije doba se sve više koristi naziv Sjeverni Greenwhich zbog blizine stanice londonskog metroa Sjeverni Greenwhich.

## Vanjske poveznice
|  | Zajednički poslužitelj ima još gradiva o temi Greenwich (poluotok) |